# Ponto
Pour les articles homonymes, voir Ponto (homonymie).
Le ponto est un navire antique de transport de charges depuis l'époque romaine jusqu'au tout début du Moyen Âge.
Le ponto est également un grand bateau à fond plat, employé par les Gaulois et servant à faire traverser les rivières aux voyageurs, aux soldats, au bétail.

## Caractéristiques
Le ponto est un bateau pourvu de deux mâts gréant deux voiles carrées. Il peut également être complété de deux voiles supplémentaires triangulaires au-dessus de la grand-voile, de part et d’autre du mât. La présence d’une misaine à l’avant de la proue permet les virements de bords du navire. Le gréement permet de remonter au vent et d'atteindre avec une bonne brise[évasif] des vitesses de 8 nœuds. 
Le ponto était un grand voilier qui utilisait à la fois ses voiles et de grandes rames pour sa navigation. Il peut mesurer jusqu'à 40 mètres de long pour une largeur de 6 mètres et peut embarquer un équipage d'une vingtaine de marins (tonnage de  500 tonneaux). Ces navires étaient classés parmi les μυριοφωροί (myriophoroï), terme grec indiquant leur capacité à charger plusieurs milliers d’amphores.
Les pontos étaient utilisés pour la navigation hauturière au long cours.